# Уильям Дайер
Уильям Дайер (англ. William Dyer) — вымышленный персонаж американского писателя ужасов Говарда Филлипса Лавкрафта, который появляется в повести «Хребты безумия» (1931).

## Описание
Лавкрафт так описывает Уильяма Дайера в повести «Хребты безумия» (1931):
Я публикую эти сведения вынужденно, поскольку представители науки отвергли мой совет, сочтя его бездоказательным. Я решительно предпочел бы умолчать о причинах, заставляющих меня противиться грядущему вторжению в Антарктику. Подкреплением им послужат прежде не публиковавшиеся фотографии. Критики, однако, усомнятся и здесь, объявив снимки искусным фотомонтажом. В итоге мне остается положиться на проницательность и авторитет тех немногих выдающихся ученых, кто, с одной стороны, мыслит достаточно независимо, чтобы оценить, сколь несокрушимо убедительны сами по себе представленные мною данные, или же сопоставить их с некоторыми древнейшими и весьма загадочными мифологическими циклами; с другой же стороны, эти ученые должны быть достаточно влиятельны, дабы удержать исследователей от чересчур поспешных и опрометчивых предприятий в регионе «Хребтов безумия».
Я увидел поразительно правдоподобный мираж (первый в моей жизни): отдаленные айсберги вдруг обратились укреплениями грандиозных, немыслимых замков... В возрасте 54 лет я разом утратил душевное спокойствие и уравновешенность, свойственные нормальному человеку, привыкшему, что мироздание подчиняется определенным законам. С этого времени нам предстояла встреча с миром чудовищных пропорций и затаившихся ужасов, миром, который никогда не изгладится из сознания, но который мы хотели бы сохранить в тайне от человечества.
Если моего рассказа, ясно свидетельствующего о древних ужасах, доживших до наших дней, окажется недостаточно, чтобы удержать исследователей от вторжения в сердце Антарктики, в недра этого последнего скопища запретных тайн, издревле проклятого и заброшенного, — что ж, ответственность за  которые за этим воспоследуют, будет лежать не на мне.
На миг у нас захватило дыхание от этой неземной, космической красоты, но тут же в душу прокрался смутный страх.... Научное любопытство и азарт первооткрывателей еще не совсем в нас угасли... Разумеется, не возьмусь изложить, в каком именно порядке открывались нам факты, относящиеся к долгой главе земной истории, что предшествовала появлению человека.

Нам помог инстинкт, и от него, наверное, было больше проку, чем от разума, хотя за свое спасение мы заплатили высокую цену. Что касается разума, то нам его тогда просто-напросто отшибло. Мы словно бы плыли по неопределенному пространству или по иному измерению, где отсутствуют время, причинность, направление. 
Уильям Дайер — профессор геологии в Мискатоникском университете в Аркхэме, штат Массачусетс. Возглавил экспедицию в Антарктиду в 1930-31 годах, которую финансировал Фонд Натаниэля Дерби Пикмана. Дайер по характеру рассудительный, полон сомнений и опасений, а в итоге испытывает череду глубоких потрясений. Дайер составлял отчеты и держал доказательства под замком; соблюдал радиомолчание, потому что в лагере подозревали вспышку безумия.  В повести упоминается только его фамилия, однако полное имя дано в другом произведении Лавкрафта, — «За гранью времён» (1935), где он принимает участие в экспедиции в Большую песчаную пустыню в Австралии в 1935 годах. Дайер вместе с Уингейтом Пизли принял участие в экспедиции в 1935 года в Аравийскую пустыню для исследования руин дочеловеческой цивилизации.
По прибытии, заметил с самолета огромные горы, словно, мираж из Мира грез, не уступающие по высоте Гималаям, — и назвал их Хребтами безумия. Дайер, как и некоторые другие участники экспедиции изучал «Некрономикон», откуда ему были известны сведения о Старцах, Плато Лэнг, Кадата в Холодной Пустыне, циклах Ктулху и Йог-Сотота. Дайер упоминает роман «Артура Гордона Пима» Эдгара По, картины Николая Рериха и заснеженные миры лорда Дансени.
Дайер вместе с Денфортом посетили город Старцев и изучали каменные барельефы. В подземном городе ученые столкнулись с Шогготом и смогли сбежать от него.

## Другие авторы
Уильям Дайер появляется в рассказе «К Аркхэму и звездам» (To Arkham and the Stars) Фрица Лейбера (1966). Он участвовал в операциях Управления Стратегической Служб (OSS) во время Второй Мировой войны.
Уильям Дайер появляется в рассказе «Составные актеры» (Stacked Actors) Питера Ворсли (2004).